# Carlo Fisogni
Carlo Fisogni (Brescia, 8 agosto 1854 – Brescia, 26 febbraio 1936) è stato un politico e tiratore a segno italiano.
È stato deputato alla Camera tra il 1892 e il 1893 e tra il 1895 e il 1897, sindaco di Brescia dal 1898 al 1902 e anche presidente del consiglio provinciale della stessa città dal 1914 al 1923. Appassionato di tiro a segno, tra il 1893 e il 1899 fu presidente dell'Unione Tiratori Italiani (UTI).

## Biografia
Figlio di Girolamo Fisogni, laureatosi in legge, debuttò in politica nel consiglio comunale di Brandico ove divenne sindaco nel 1878 e mantenne la carica per poco più di un decennio. Nel 1882 entrò sia nel consiglio comunale di Brescia che in quello provinciale diventando un esponente di spicco dei liberali moderati bresciani.
Alle elezioni politiche italiane del 1892 fu eletto deputato alla Camera per il collegio elettorale di Leno, sconfiggendo lo zanardelliano Giovanni Donadoni. Il risultato fu da subito contestato dagli zanardelliani e dalla Sinistra ministeriale, ma Fisogni poté comunque ad insediarsi nella XVIII legislatura dove tenne un solo discorso, sul bilancio del Ministero dell'Interno. Il 1º luglio del 1893 la Camera vagliò gli atti e, dimostrata anche la presenza di fenomeni di corruzione tra gli elettori di collegio, annullò il risultato. Alle elezioni suppletive, che si tennero il 30 luglio, Fisogni venne sconfitto al primo turno da Donadoni. Alle politiche successive del 26 maggio 1895 si ripresentò nello stesso collegio, dove sfidò ancora Donadoni e lo sconfisse già al primo turno. Il presidente elettorale del collegio ritenne invece che Fisogni non avesse ottenuto la maggioranza assoluta dei voti validi e dichiarò la necessità di un ballottaggio tra i due candidati che si tenne il 2 giugno. La decisione venne contestata dal comitato elettorale dei moderati bresciani che invitò Fisogni a non presentarsi: Donadoni vinse dunque il ballottaggio, ma la sua elezione fu in seguito annullata e Fisogni poté insediarsi nella XVIII legislatura. Nel collegio di Leno si presentò anche alle politiche del 1897 perdendo al primo turno contro lo zanardelliano Fausto Massimini.
Dopo morte del sindaco Francesco Bettoni Cazzago e il breve periodo in cui la vecchia giunta fu guidata da Giovanni Gottardi, nell'agosto del 1898 fu chiamato a sostituirlo dalla maggioranza clerico-moderata. La sua amministrazione si distinse per l'inaugurazione dell'acquedotto di Mompiano nel 1902, per la riforma della Camera del Lavoro e per il mantenimento dell'insegnamento della religione cattolica nelle scuole. Le elezioni comunali parziali del 1902 arrisero gli avversari zanardelliani e quindi si dimise. Rimase consigliere d'opposizione sostanzialmente fino al 1908, ad eccezione del breve periodo in cui i clerico-moderati tornarono in maggioranza con la Giunta guidata da Vincenzo Bettoni Cazzago (1905-06).
Nel consiglio provinciale fu rappresentante del mandamento di Bagnolo Mella, dal 1882 al 1889, e del secondo mandamento di Brescia, dal 1895 al 1902 e dal 1905 fino al 1923. Tra il 1914 e il 1923 ricoprì l'incarico di presidente dell'assemblea.
Tra le attività non correlate alla politica si segnala la presidenza dell'Unione dei Tiratori Italiani, la presidenza della Cattedra ambulante di agricoltura della provincia di Brescia e l'appartenenza per un cinquantennio al collegio sindacale del Credito Agrario Bresciano (CAB). Durante la prima guerra mondiale fu anche tenente colonnello assegnato al comando di un battaglione della Milizia Territoriale.

## Opere
- Regolamento per l'esecuzione della legge 2 luglio 1882 ed il tiro a segno nazionale della Provincia di Brescia, Brescia, Pio Istituto, 1885.
- Il tiro a segno nazionale in Italia: cenni statistici e storico critici, Brescia, Istituto Pavoni, 1887.
- Brevi cenni sulla cura Baccelli, applicata ad una stalla di bovini affetti da afta epizootica, nei Commentari dell'Ateneo di Brescia del 1902.
- Le lingue artificiali, nei Commentari dell'Ateneo di Brescia del 1904.
- La società di Solferino e San Martino e i monumenti ai gloriosi eroi caduti per il Risorgimento e l'Unità d'Italia, Padova, Li Scudier, 1927.